# Undici (Statuto)
Undici è un album discografico del gruppo musicale italiano Statuto, pubblicato nel 2011 dalla Sony Music.

## Il disco
È il sedicesimo disco, il secondo live, per gli Statuto, e contiene tutte le hit storiche della band dalla nascita fino all'ultimo disco È già domenica, registrate l'11 febbraio 2011 all'Hiroshima mon amour di Torino; vi è inoltre la cover di Una città per cantare di Ron (a sua volta cover di The Road, successo di Danny O' Keefe.
Il nome dell'album ha più significati. "Undici" era il numero di maglia di Paolo Pulici, bomber del Torino, squadra di cui gli Statuto sono grandi sostenitori, "Undici" è il giorno in cui si è svolto il concerto da cui è estratto questo live, "Undici" sono gli artisti che hanno partecipato alla collaborazione, tra cui proprio Pulici, oltre che cantanti come Ron, Marino Severini dei The Gang, Johnson Righeira dei Righeira, e il cantante e conduttore radiofonico Nikki.
Durante il concerto partecipa anche Alex Loggia, primo e storico chitarrista della band, che si riunisce alla band nel tour live che accompagna l'uscita dell'album.

## Tracce
1. Troppo lontana (versione studio)
2. Campioni siamo noi
3. Vattene sceriffo
4. Alta velocità
5. Bella come il sole
6. Io salgo
7. Un ragazzo come me
8. È già domenica
9. È tornato Garibaldi
10. Controcalcio
11. Troppo lontana
12. Una città per cantare
13. Sole mare
14. Vamos a la playa
15. In fabbrica
16. Ghetto
17. Qui non c'è il mare
18. Ragazzo ultrà
19. Grande
20. Facci un goal
21. Ancora Toro
22. Piera
23. Abbiamo vinto il festival
24. Piazza Statuto

## Formazione
- Oscar Giammarinaro - Oskar - cantante
- Giovanni Deidda - Naska - batteria
- Ennio Piovesani - basso
- Valerio Giambelli - Mr.No - chitarra

## Altri artisti
- Alex Loggia - chitarrista
- Massimo Rumiano - tastierista
- Marino Severini (The Gang)
- Ron
- Paolo Pulici
- Nikki
- Johnson Righeira